# Herbert Henry Asquith
Herbert Henry Asquith, 1. hrabě z Oxfordu a Asquithu (12. září 1852 – 15. únor 1928) byl britský státník, člen Liberální strany a premiér. Byl nejdéle souvisle sloužícím premiérem ve 20. století až do doby, kdy ho v 80. letech překonala Margaret Thatcherová.
Jeho funkční období se vyznačovalo mnohými sociálními změnami, jakými bylo národní pojištění a penze. Byl předsedou vlády v prvních dvou letech první světové války, než byl roku 1916 nahrazen Davidem Lloydem Georgem.

## Mládí
Narodil se 12. září 1852 jako syn Josepha Dixona Asquitha a jeho ženy Emily. Jeho otec byl obchodníkem s vlnou a rodina patřila ke střední společenské třídě. Po smrti otce, v době kdy mu bylo sedm let, se s matkou přestěhovali do domu jejího otce v Huddersfieldu. Studoval nejdříve na místní škole a později byl poslán na studium do školy jednoty bratrské nedaleko Leedsu. Roku 1863 byl poslán ke svému strýci do Londýna, kde studoval na City of London School. Roku 1870 získal stipendium pro studium na Balliol College v Oxfordu.

## Politická kariéra
Poslancem Dolní sněmovny byl zvolen za liberály roku 1886 v obvodu East Fife ve Skotsku. Do vládní funkce nastoupil hned jako ministr vnitra ve čtvrté Gladstoneho kabinetu roku 1892. V této pozici zůstal i v následujícím období pod premiérem Primrosem. Po volbách roku 1895 přešli liberálové na deset let do opozice.
Po pádu konzervativní vlády Arthura Balfoura a následných volbách se dostali k moci liberálové a premiérem se stal Henry Campbell-Bannerman, který nabídl Asquithovi křeslo ministra financí. V této pozici podporoval rozvoj podmínek pro volný obchod. Začal realizovat liberální reformy včetně penzijního systému, ale nebyl tak úspěšný jako jeho následník Lloyd George v jejich schvalování v dolní komoře.
Campbell-Bannerman v dubnu 1908 pro zdravotní problémy rezignoval na funkci premiéra a krátce nato zemřel. Jeho nástupcem se stal Asquith.

## Premiér
Jeho vláda se zapojila do nákladných závodů ve zbrojení s Německým císařstvím a zároveň zahájila budovat rozsáhlý sociální systém. Návrhy sociálních programů se setkaly se silným odporem konzervativců. Spor vyvrcholil poté, co ministr financí Lloyd George předložil roku 1909 provokativní návrh "lidového rozpočtu". Konzervativci jeho přijetí zablokovali ve Sněmovně lordů. Tato komora obvykle nevetovala zákony týkající se financí, její odmítnutí způsobilo ústavní krizi a vyvolalo nové volby.
V nich získali liberálové sice o dvě křesla více než konzervativci, ale neměli v dolní komoře potřebnou většinu. Spojili se tak s irskými nacionalisty a vytvořili menšinovou vládu. V této situaci horní komora přijala rozpočet, ale spory pokračovaly. Sněmovna lordů odmítla návrh vytvoření irské samosprávy. V prosinci 1910 se tak konaly nové, tento rok již druhé, všeobecné volby. Liberálové získali o křeslo více než konzervativci a znovu byli závislí na irských nacionalistech. Asquithovi se podařilo roku 1911 omezit pravomoc horní komory prosazením zákona, který sněmovně lordů umožňoval pouze zdržení zákona maximálně na dva roky. Sněmovna lordů mohla nově zákon dvakrát odmítnout, pokud ho dolní sněmovna schválila i potřetí, vstoupil v platnost.

## První světová válka
Cenou za podporu irských nacionalistů byl třetí zákon o irské autonomii, jehož návrh Asquith předložil roku 1912. Úsilí věnované irské autonomii téměř vyprovokovalo občanskou válku v Irsku. Ulsterští protestanti nechtěli slyšet o irské autonomii a vytvářeli oddíly ozbrojených dobrovolníků. Britští důstojníci upřednostňovali rezignaci před útokem proti ulsterským, které považovali za loajální občany Británie. Po rezignaci Seeleyho byl Asquith nucen převzít i funkci ministra války. Platnost irské autonomie byla nakonec odložena o dva roky, aby mohly být prodiskutovány možnosti řešení pro šest ulsterských hrabství, ale do této debaty zasáhla válka.
Británie vyhlásila Německému císařství válku 4. srpna 1914 jako odpověď na napadení Belgie. Podle dohody z roku 1839 se Spojené království zavazovalo chránit v případě napadení belgickou neutralitu. Zpočátku byly hlavními postavami války Winston Churchill (ministr námořnictva) a polní maršál lord Kitchener.
Po rozdělení vlády 25. května způsobené skandálem s nedostatkem střeliva a neúspěchem v bitvě o Gallipoli se stal premiérem koaliční vlády, do které byli zařazeni i zkušení politici opozice. Podporoval T. G. Masaryka při jeho zahájení přednášek na londýnské univerzitě 19. října 1915.  Jeho malá rozhodnost v záležitostech války neuspokojovala některé liberály a většinu konzervativců. Lloyd George, který byl ministrem války, se cítil frustrován omezením svých pravomocí a ve spolupráci s tiskovým magnátem lordem Northcliffem navrhl, aby byl vytvořen malý výbor pro řízení války. Asquith zpočátku souhlasil s podmínkou, že bude o jeho činnosti pravidelně informován, ale poté co noviny uveřejnily informaci o tom, že je přesouván do ústraní zrušil svůj souhlas a trval na tom, že jeho případnou práci bude řídit sám.
V reakci na to, Lloyd George rezignoval a bez podpory tisku a vůdčích postav Konzervativní strany 5. prosince 1916 odstoupil i Asquith. Odmítl se stát i členem příští vlády, ať už by byl premiérem kdokoli (zřejmě se domníval, že nikdo jiný nebude schopen sestavit novou vládu). Poté, co odmítl vytvoření vlády Andrew Bonar Law stal se předsedou koaliční vlády Lloyd George a podle svého původního návrhu se stal i předsedou mnohem menšího válečného kabinetu.

## Pozdní období
Spolu s mnoha ostatními představiteli liberálů se odmítl účastnit v Georgeho vládě. Vůdcem Liberální strany nicméně zůstal až do roku 1916. Strana se nakonec roku 1918 úplně rozštěpila po obvinění Lloyda George (téměř jistě oprávněném) z toho, že zadržoval vojáky v Británii, zamezil tak zahájení ofenzívy a způsobil britskému vojsku velké ztráty.
Roku 1918 se stal velmi nepopulárním, protože Lloyd George byl přijímán jako vítěz války, který toho dosáhl i tím, že Asquitha odstavil od moci. Ten poté neuspěl ve volbách do parlamentu a liberálové se rozdělili na dvě frakce. Poté, co na konci roku 1922 dostal Lloyd George nabídku na sestavení vlády, uzavřela obě křídla křehké příměří.
Roku 1925 byl povýšen do šlechtického stavu jako hrabě z Oxfordu a Asquithu. Na konci života byl odkázán po infarktu na kolečkové křeslo. Roku 1928 zemřel na rodinném sídle v Sutton Courtenay.